# 明治神宮野球大会 高校の部 (山梨県勢)
明治神宮野球大会高校の部における山梨県勢の成績について記す。

## 大会結果
| 大会                 | 代表校                | 試合結果 | 試合結果         | 備考        |
| -------------------- | --------------------- | -------- | ---------------- | ----------- |
| 第8回大会（1977年）  | 日川（初出場）        | 2回戦    | ○ 5 - 4 東海大四 |             |
| 第8回大会（1977年）  | 日川（初出場）        | 準決勝   | ● 1 - 3 高知商   |             |
| 第16回大会（1985年） | 市川（初出場）        | 1回戦    | ● 3 - 15 防府    | 7回コールド |
| 第24回大会（1993年） | 富士学苑（初出場）    | 1回戦    | ○ 4 - 3 小松島西 |             |
| 第24回大会（1993年） | 富士学苑（初出場）    | 準決勝   | ● 2 - 14 拓大一  |             |
| 第29回大会（1998年） | 市川（13年ぶり2回目） | 1回戦    | ● 6 - 12 PL学園  |             |
| 第53回大会（2022年） | 山梨学院（初出場）    | 1回戦    | ● 7 - 10 英明    |             |